# Marcgravia neurophylla
Marcgravia neurophylla är en tvåhjärtbladig växtart som beskrevs av Ernest Friedrich Gilg. Marcgravia neurophylla ingår i släktet Marcgravia och familjen Marcgraviaceae. Inga underarter finns listade i Catalogue of Life.